# Lista de castelos na Inglaterra

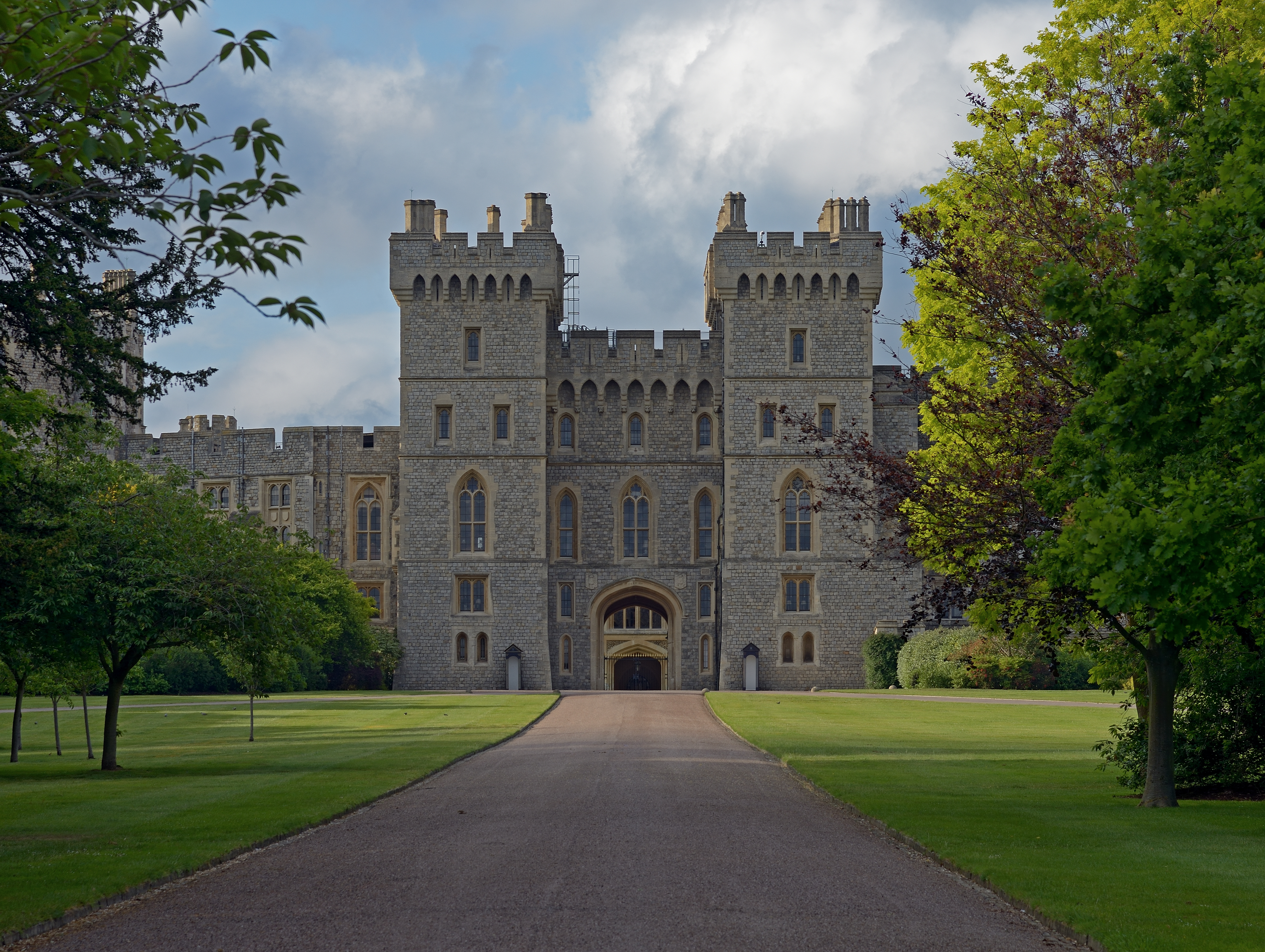
Portão Rei George IV na Ala Sul do Castelo de Windsor. Windsor, Reino Unido.

Esta lista de castelos na Inglaterra não é uma lista de todos os edifícios e locais que têm "castelo" como parte de seu nome, nem lista apenas edifícios que estão em conformidade com uma definição estrita de castelo como uma residência fortificada medieval. Não é uma lista de todos os castelos já construídos na Inglaterra, muitos dos quais desapareceram sem deixar vestígios, mas é principalmente uma lista de edifícios e/ou os seus vestígios que sobreviveram. Em quase todos os casos, os edifícios que sobreviveram estão em ruínas ou foram alterados ao longo dos séculos. Por diversas razões, o fato de determinadas terras pertencerem a um castelo medieval, não é considerado um critério suficiente para determinar se esse propriedade deve ou não ser incluído na lista.
Os castelos desaparecidos ou cujos vestígios são pouco visíveis não são listados, exceto alguns edifícios conhecidos e locais importantes As fortificações anteriores ao período medieval não estão listadas, nem os chamados follies. Em outros aspectos, é difícil identificar limites claros e consistentes entre dois conjuntos de edifícios, incluindo aqueles que indiscutivelmente pertencem a uma lista de castelos e aqueles que não o fazem. Os critérios adotados para inclusão na lista incluem fatores como: quanto sobrevive do período medieval; quão fortemente fortificado era o edifício; quão parecido com um castelo é o edifício sobrevivente; se o edifício recebeu oficialmente o título de “castelo”; quão certo é que um castelo medieval existiu no local, ou que os restos sobreviventes são de um castelo medieval; quão conhecido ou interessante é o edifício; e a inclusão ou exclusão de um edifício ajuda a tornar a lista, em certa medida, mais consistente.
Para estabelecer uma lista que seja, tanto quanto possível, abrangente e consistente, é necessário estabelecer os seus limites. Antes da lista propriamente dita, uma discussão sobre o seu âmbito inclui extensas listas de edifícios excluídos das listas principais por diversas razões. O Castellarium Anglicanum, um índice oficial de castelos na Inglaterra e no País de Gales publicado em 1983, lista mais de 1.500 locais de castelos na Inglaterra. Muitos destes castelos desapareceram ou quase não deixaram vestígios. A lista atual inclui mais de 800 castelos medievais dos quais existem vestígios visíveis, com mais de 300 com restos substanciais em pedra ou tijolos.

## História

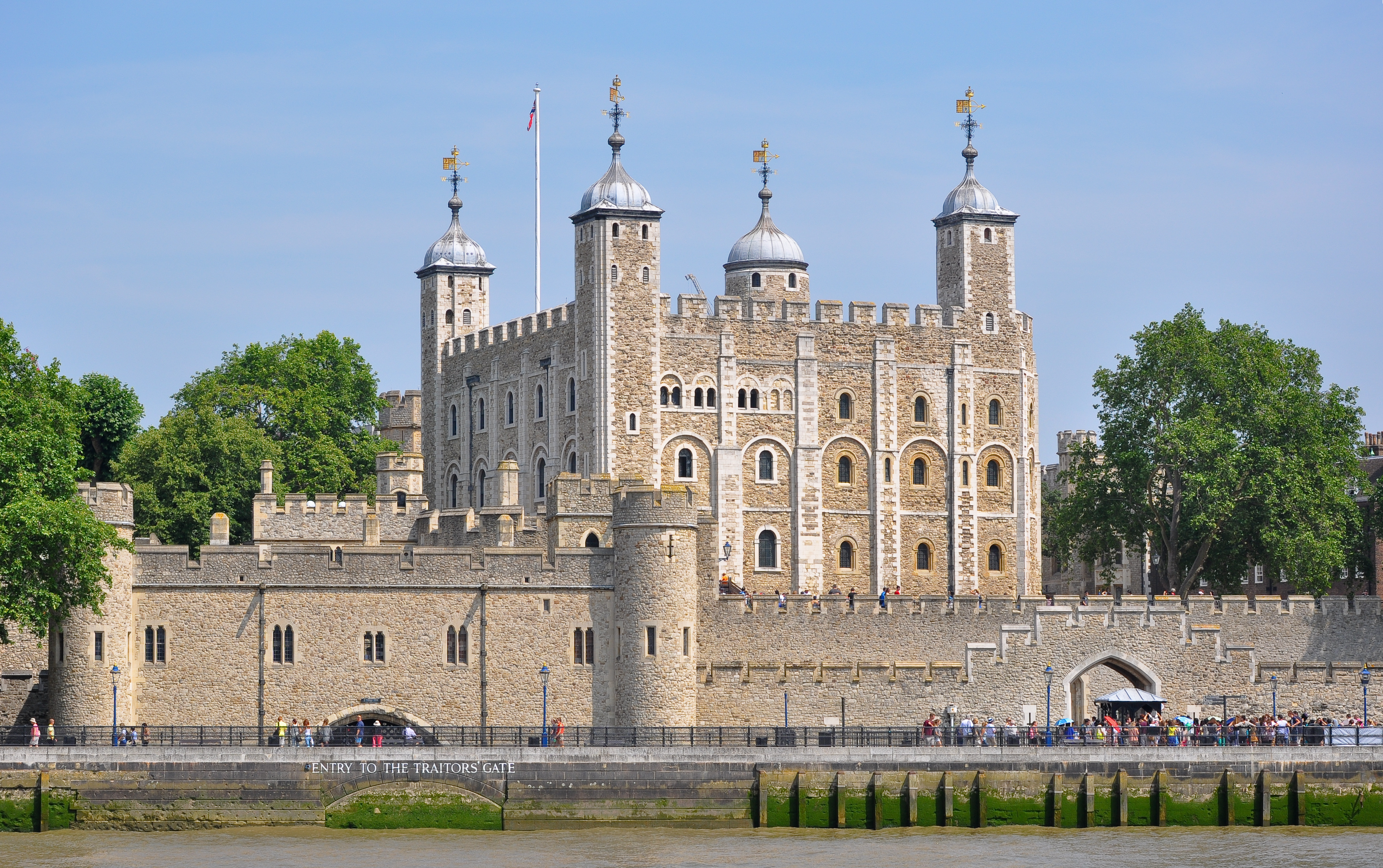
Torre de Londres vista do Rio Tâmisa.

Um castelo é um tipo de estrutura fortificada, desenvolvida na Europa durante a Idade Média. Os primeiros castelos apareceram na França no século X, e na Inglaterra durante o século XI. Sabe-se que alguns castelos foram construídos na Inglaterra antes da invasão normanda em 1066; muitos foram construídos nos anos seguintes, o principal mecanismo pelo qual os normandos conseguiram consolidar seu controle sobre o país. Embora alguns castelos importantes, como a Torre Branca na Torre de Londres, tenham sido construídos em pedra, a maioria dos primeiros castelos eram castelos-de-mota, que podiam ser construídos rapidamente. Alguns foram posteriormente reconstruídos em pedra, mas há muitos locais de castelos na Inglaterra onde tudo o que é visível hoje são vestígios de terraplenagens.

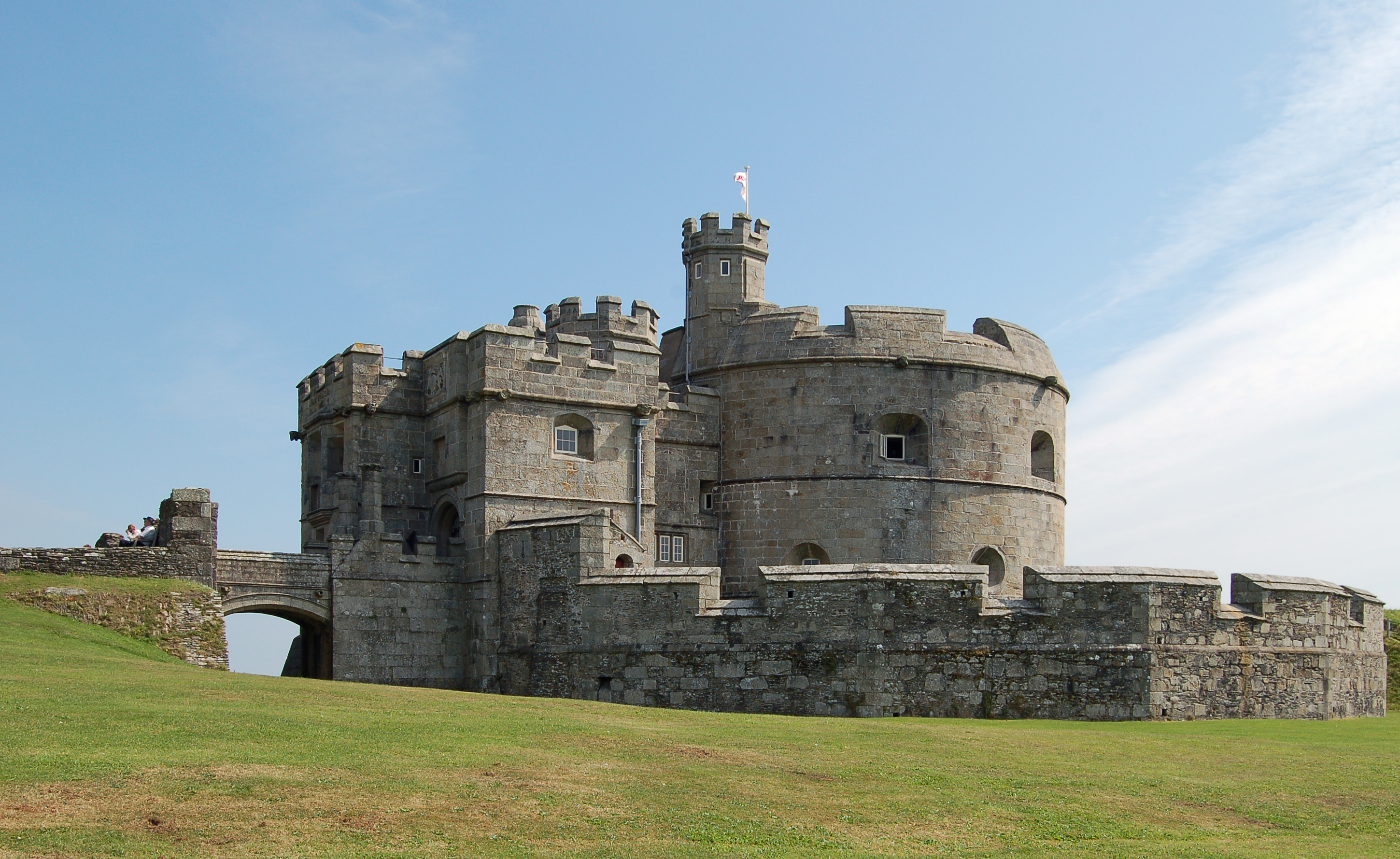
Castelo Pendennis: um castelo do século XVI, em Falmouth, Cornualha.

Os castelos continuaram a ser construídos na Inglaterra durante várias centenas de anos, atingindo um pico de sofisticação militar no final do século XIII. Os dois elementos principais na sua construção foram a torre de menagem (ou grande torre), como a Torre Branca, e o recinto fortificado, como o apresentado até os dias de hoje pela parede exterior da Torre de Londres. Durante o século XIV, em grande parte como resultado do declínio do feudalismo, a construção de castelos-fortes começou a declinar, em favor de estruturas mais levemente fortificadas, muitas vezes descritas como casas senhoriais fortificadas. No extremo norte de Inglaterra, onde as condições permaneciam instáveis, edifícios fortificados continuaram a ser construídos até ao século XVI, não apenas pelos ricos e poderosos, mas por qualquer pessoa com meios adequados, como defesa não contra grandes exércitos, mas contra os chamados Border reivers (invasores ingleses e escoceses). Muitas assumiram a forma da Torres Peel, uma versão menor e mais modesta da torre de menagem do castelo, e muitas delas ainda sobrevivem, muitas vezes incorporadas em edifícios posteriores.
Os castelos diferiam das fortificações anteriores porque eram geralmente residências privadas fortificadas. Normalmente, um castelo era a residência de um senhor feudal, proporcionando ao proprietário uma base segura para controlar as suas terras, e também um símbolo de riqueza e poder. Estruturas fortificadas anteriores, como os burhs saxões ou os castros da Idade do Ferro, forneciam defesas públicas ou comunais, assim como cidades medievais e as muralhas. Os muitos fortes romanos cujas ruínas sobreviveram na Grã-Bretanha diferiam por serem totalmente militares por natureza; eram acampamentos ou fortalezas do exército romano. Os romanos também construíram vilas ou muralhas na Inglaterra, que ainda podem ser vistas, por exemplo, em Silchester.

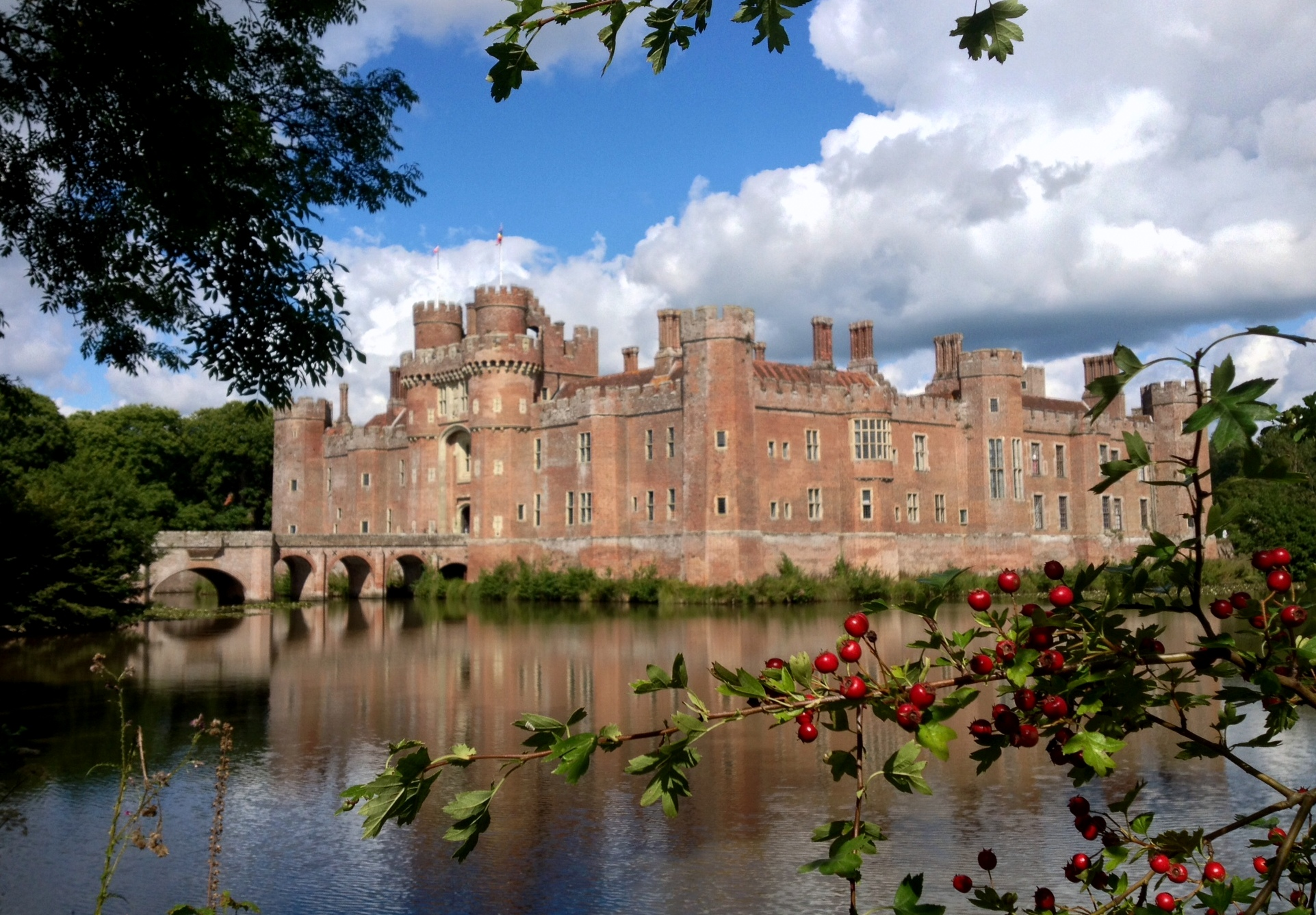
Castelo de Herstmonceux, em East Sussex.

No século XVI, o papel das fortificações mudou mais uma vez com o desenvolvimento da artilharia capaz de romper até mesmo grossas paredes de pedra. No reinado de Henrique VIII, os temores de invasão levaram à construção de uma série de novos fortes de defesa ao longo da costa sul da Inglaterra, conhecidas como Device Forts ou castelos henriquiano. Estes foram concebidos para utilização e defesa contra a artilharia e, como não eram residências privadas, mas sim fortificações, não possuem o que os historiadores da arquitetura passaram a ver como "características definidoras de um castelo". No entanto, são visivelmente semelhantes a castelos, sendo compactos, com paredes com ameias, torres atarracadas e por vezes uma torre de menagem; e foram a última geração de fortalezas na Inglaterra a serem conhecidas como castelos, muito antes de os historiadores da arquitetura começarem a argumentar que não deveriam ser. Um deles, o Castelo Pendennis, foi um dos últimos redutos reais a cair nas mãos dos parlamentares durante a Guerra Civil Inglesa - a fome forçou a rendição após um cerco de cinco meses.
À medida que o papel do castelo como fortaleza diminuiu no final do período medieval, o seu papel como residência tornou-se cada vez mais importante. Castelos como Herstmonceux foram construídos com fortificações aparentemente concebidas mais para exibição do que para proteção, implicando uma maior evolução no papel e conceito do castelo, tornando-se menos um meio de impor o poder, mas sim um símbolo da sua posse, tornando-se uma grande residência proclamando o status de seu proprietário. Depois que as fortificações se tornaram totalmente redundantes, tornou-se cada vez mais raro na Inglaterra que novos edifícios fossem descritos como castelos, em contraste com a França, onde as casas de campo continuaram a ser conhecidas como castelos (château).

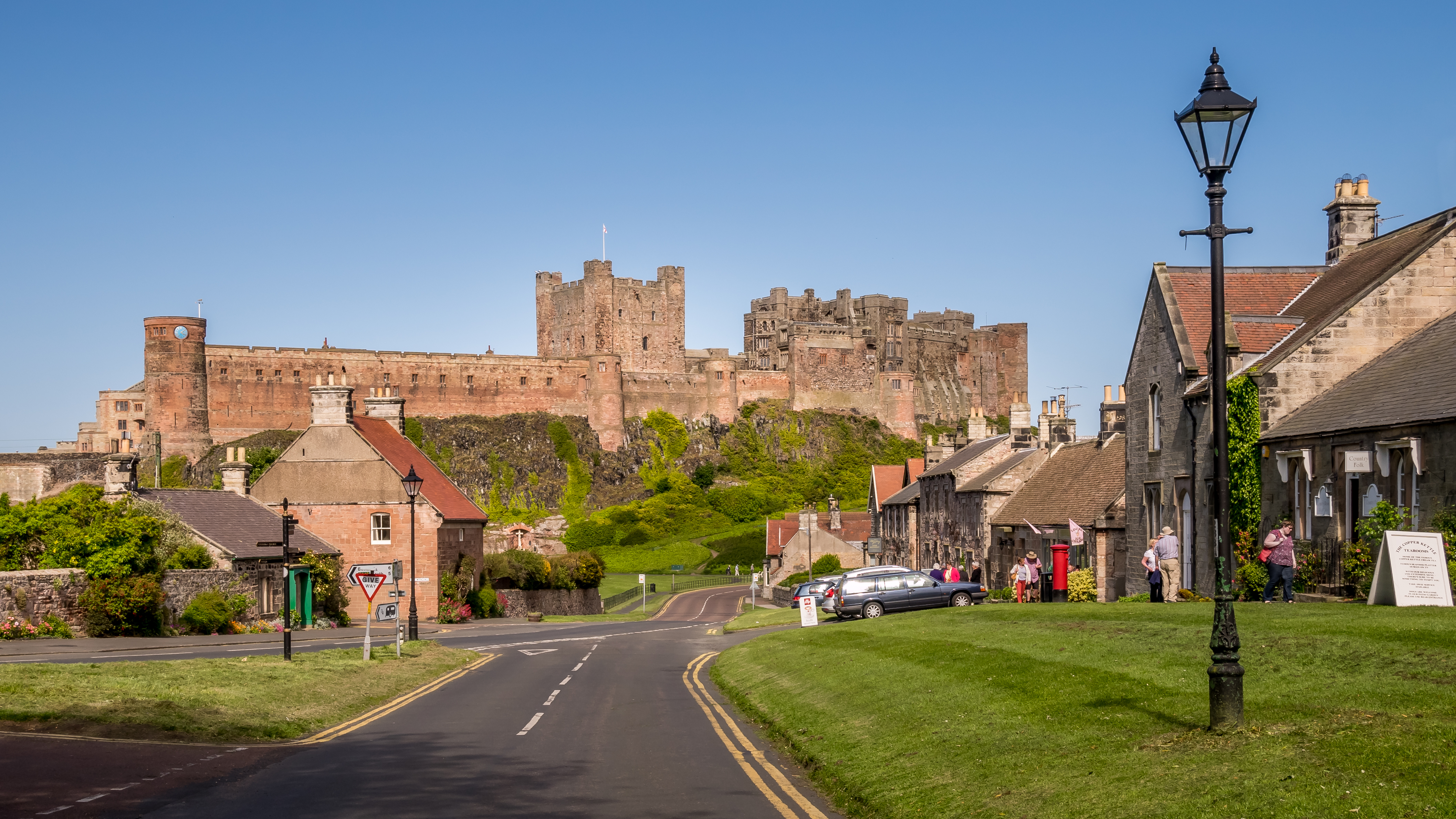
Castelo de Bamburgh, em Northumberland, Bamburgh.

Uma vez que não eram mais necessários como fortalezas, os castelos - se não fossem abandonados - foram, ao longo dos séculos, adaptados e modernizados para torná-los mais adequados para uso como residências: grandes janelas foram inseridas em paredes defensivas, como em Lumley; em outros, paredes externas foram demolidas ou rebaixadas para abrir a vista de dentro, como em Raby; ou novas áreas residenciais foram construídas para melhorar e ampliar as acomodações, como em Windsor. Alguns castelos foram restaurados depois de caírem em ruínas, como Bamburgh; outros, como Belvoir, foram demolidos e reconstruídos, retendo pouco ou nada da estrutura original. Especialmente nos séculos XVIII e XIX, muitos castelos sofreram "melhorias" por arquitetos como Anthony Salvin, e neste período desenvolveu-se uma moda para que casas inteiramente novas fossem construídas no estilo de castelos, e fossem conhecidas como castelos. Entre estes estava o Castelo Peckforton, construído por Salvin: um edifício tão autêntico na recriação de um castelo medieval que foi descrito como possivelmente a última casa fortificada construída na Grã-Bretanha.

## Escopo e exclusões

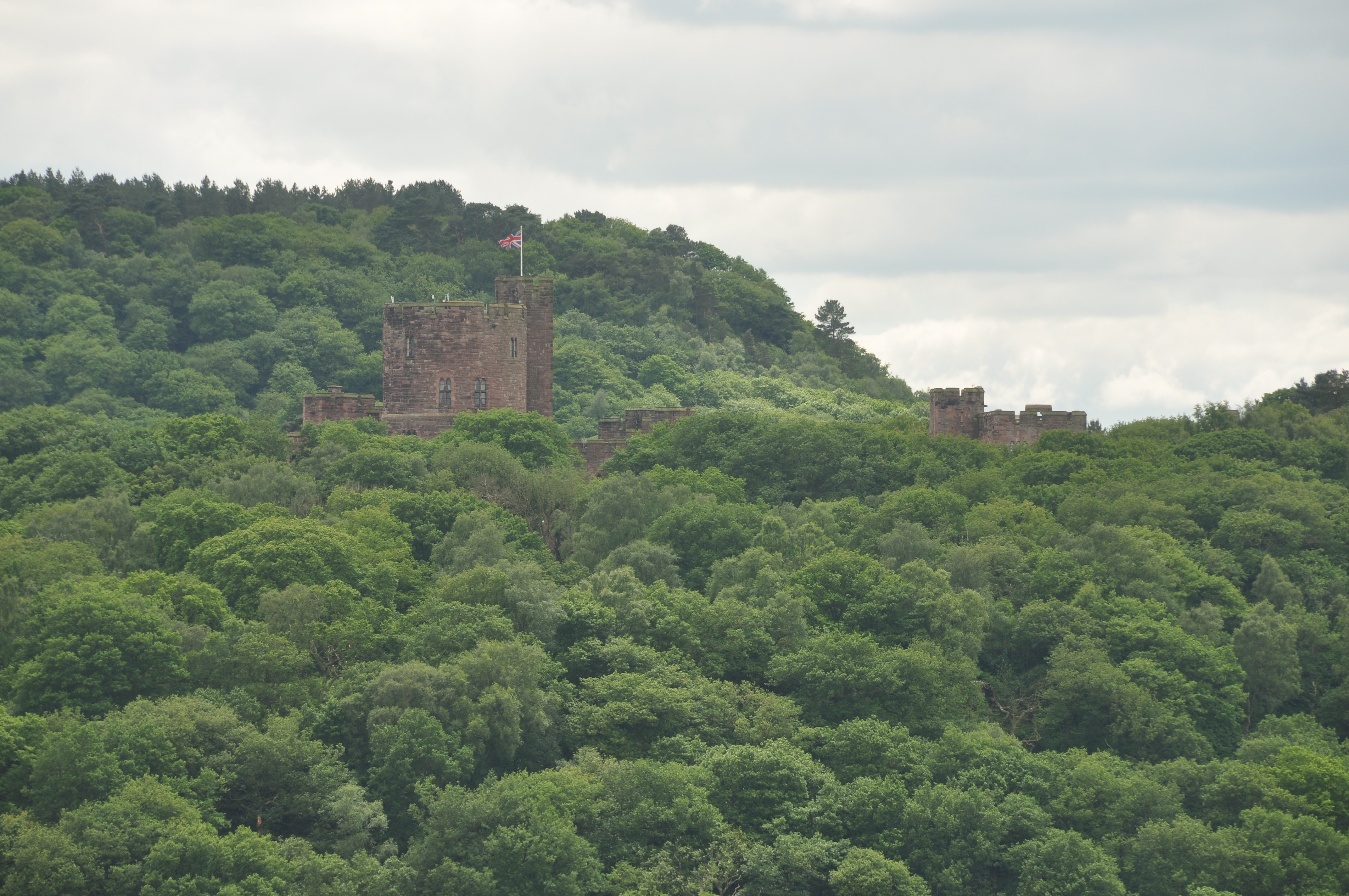
Castelo Peckforton, Cheshire, com o Castelo de Beeston à distância.

É provável que nenhuma lista de castelos na Inglaterra esteja completa, porque nunca haverá acordo completo em todos os casos sobre se os restos de um edifício são de um castelo, se um determinado local é o local de um castelo, ou se um edifício sobrevivente deve ser considerado um castelo.
Talvez porque o castelo se tenha tornado um tipo de fortificação mais familiar, muitos locais de fortificações anteriores ao século X tornaram-se conhecidos como castelos. A maioria deles são fortes nas colinas da Idade do Ferro. Entre os mais conhecidos estão o Castelo Abbotsbury, Castelo Barbury, Castelo Bratton, Castelo Cadbury, Castelo Dore, Castelo Chûn, Castelo Liddington, Castelo Maen, Castelo Maiden e Castelo Uffington. Outros, como o Castelo Melandra, o Castelo Reculver, o Castelo Richborough e o Castelo Whitley, são fortes romanos, enquanto o Castelo de Daw é um burh saxão. Nenhum destes está incluído na presente lista, a menos que seja também o local de um castelo medieval, como é o caso, por exemplo, do Castelo de Portchester, onde um imponente castelo foi construído dentro das muralhas sobreviventes do forte romano.

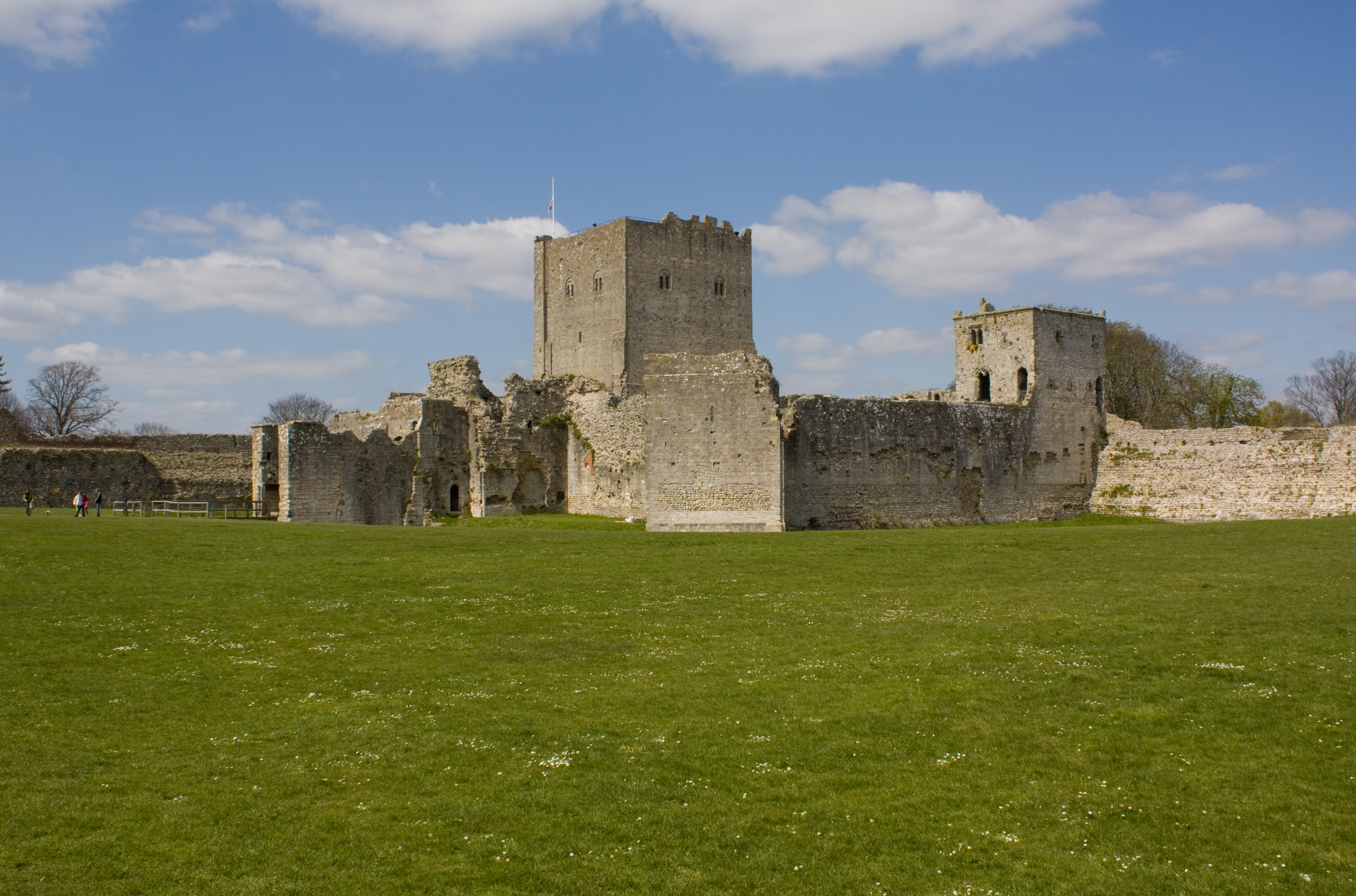
Castelo de Portchester, em Hampshire: muralhas romanas e torre de menagem medieval

Nem todos os locais fortificados medievais estão incluídos na presente lista. Os restos de cidades e muralhas estão excluídos. Também estão excluídas igrejas com torres defensivas, como Ancroft, Burgh by Sands, Edlingham, Garway, Great Salkeld e Newton Arlosh, bem como outros locais eclesiásticos fortificados, como Abadia de Alnwick, Abadia de Battle, Abadia de Thornton, Wetheral Priory, Abadia de Whalley e Abadia de Santa Maria. Algumas das torres Peel do norte da Inglaterra estão incluídas, mas os edifícios fortificados mais modestos, conhecidos como bastiões, não, embora a distinção entre eles nem sempre seja totalmente clara. Entre os solares fortificados incluem-se os que recebem o título de castelo, enquanto muitos outros eram menos fortificados e ficam excluídos. Entre estes estão Baddesley Clinton, Cowdray House, Farnhill Hall, Hipswell Hall, Ightham Mote, Little Wenham Hall, Markenfield Hall e Walburn Hall.
A lista inclui Torres Peel que ficaram conhecidas como castelos, ou preservam aspecto de castelo. Muitos outros, ou os seus restos, sobreviveram muito alterados do seus estado original - incorporados em casas de campo ou de veraneio; esses foram excluídos da lista. Entre estes estão: Aske Hall, Biddlestone RC Chapel, Bolling Hall, Bolton Old Hall, Boltongate Rectory, Causey Park House, Clennell Hall, Cliburn Hall, Corbridge Low Hall, Cowmire Hall, Craster Arms (Beadnell), Croglin Old Pele, Denton Hall , Dovenby Hall, Dunstan Hall, East Shaftoe Hall, Godmond Hall, Great Salkeld Rectory, Hardrigg Hall, Hepscott Hall, Hetton Hall, Hollin Hall, Hutton Hall (Penrith), Irton Hall, Johnby Hall, Killington Hall, Kirkoswald College, Levens Hall, Little Harle Tower, Nether Hall, Netherby Hall, Ormside Hall, Pockerley Pele, Preston Patrick Hall, Randalholme Hall, Rock Hall, Rudchester Hall, Sella Park, Selside Hall, Skelsmergh Hall, Smardale Hall, Thistlewood Farmhouse, Warnell Hall, Weetwood Hall e a Torre Witton.
No período pós-medieval, a distinção entre verdadeiros castelos e castelos construídos posteriormente é confusa pelo fato de que os castelos medievais foram adaptados e reconstruídos. Em Greystoke, um novo castelo foi construído incorporando uma Torre Peel medieval; em Thurland, um novo castelo foi construído a partir das ruínas do antigo; em Belvoir, o antigo castelo foi demolido e um novo construído. A construção desses castelos "modernos" pode ser vista como a conclusão lógica de um processo já aparente em castelos como Herstmonceux ou Tattershall, onde o aspecto de castelo do edifício e sua real utilidade estava mais para a exibição do que para proteção.
Entre os edifícios pós-medievais na Inglaterra que são conhecidos como castelos, alguns, como o Castelo de Peckforton, se assemelham muito aos castelos da Era Medieval. Muitos outros, como o Castelo de Clearwell, têm algumas características de castelo, e alguns, como o Castelo de Mereworth, não têm qualquer semelhança com um castelo. A lista exclui edifícios que não se parecem com castelos, e/ou nem incorporam restos de castelos. Entre eles estão o Castelo Bolebroke, o Castelo Bovey, o Castelo Bruce, o Castelo Ashby, o Castelo Howard, o Castelo Clifton, o Castelo Highclere, o Castelo Mereworth, o Castelo New Wardour, o Castelo Sherborne, o Castelo Wentworth e o Castelo Wisbech. Muitos outros edifícios com algumas características semelhantes a castelos também estão excluídos. Entre eles estão o Castelo Acton, o Castelo Allerton, o Castelo Augill, o Castelo Avon, o Castelo Bell, o Castelo Bolesworth, o Castelo Bude, o Castelo Eden, o Castelo Goring, o Castelo Cave, o Castelo Clearwell, o Castelo Cliffe, o Castelo Coates, o Castelo Creech, o Castelo Droskyn, Edmond. Castelo, Castelo Enmore, Castelo Ewell, Castelo Farleigh, Castelo Farley, Castelo Fillingham, Castelo Hatherop, Castelo Headingley, Castelo Highcliffe, Castelo Hilfield, Castelo Kenwith, Castelo Kirby Knowle, Castelo Knepp, Castelo Luscombe, Castelo Midford, Castelo Mulgrave, Torre Otterburn , Castelo Pentillie, Castelo Reeve, Castelo Ryde, Castelo St. Clare, Castelo Sibdon, Castelo Sneaton, Castelo Stanhope, Castelo Studley, Castelo Swinton, A Cidadela (Weston-under-Redcastle), Castelo Tregenna, Castelo Vanbrugh, Castelo Wadhurst, Wattisham Castelo, Castelo de Whitehaven, Castelo de Whitstable, Castelo de Willersley e Castelo de Willsbridge. Entre aqueles que foram demolidos está o Castelo Steephill.
Ruínas e follies artificiais, muitas vezes construídos como memoriais ou elementos paisagísticos, também estão excluídas. Entre eles estão Appley Tower, Black Castle, Bladon Castle, Blaise Castle, Bollitree Castle, Boston Castle, Braylsham Castle, Broadway Tower, Carr Hall Castle, Castlebourne, Clent Castle, Clopton Tower, Dinton Castle, Doyden Castle, Dunstall Castle, Durlston Castle, Fort Putnam, Castelo Hadlow, Castelo em Hagley Park Lawrence Castle, Long's Park Castle, Mow Cop Castle, Mowbray Castle, Pirton Castle, Radford Castle, Radway Tower, Ragged Castle (Badminton), Rivington Castle, Rodborough Fort, Ross Castle, Rothley Castelo, Castelo Roundhay, Castelo Sebergham, Castelo Severndroog, Castelo Shaldon, Castelo Sham (Bath), Castelo Sledmere, Castelo Speedwell, Castelo Stainborough, Castelo Starlight, Castelo Stowe, Castelo Strattenborough, Castelo Sundorne, Toll House (Clevedon) e Castelo Wyke. Finalmente, estão incluídos os castelos henriquiano do século XVI, cujo desenho foi intimamente inspirado nos castelos medievais, mas as fortificações militares posteriores - com apenas algumas exceções - não.
Por mais cuidadosamente que sejam definidos os critérios para a inclusão de um edifício ou local nesta lista, casos de exceções e não-exceções são inevitáveis. Muitos edifícios conhecidos por incorporarem Torres Peel em sua estrutura, mas que não são mais semelhantes a castelos - como a Torre do Leão Vermelho em Haltwhistle - foram excluídos. Por outro lado, o Castelo de Corby, no qual uma Torre Peel sobrevive totalmente isolada num edifício posterior, é incluído porque é conhecido como castelo e, por implicação, continuou a cumprir o papel de um, pelo menos em parte. O Castelo de Kimbolton é incluído como local de um castelo medieval e porque a atual mansão tem um aspecto acastelado em deferência ao castelo medieval que o substituiu.

## Bedfordshire
Castelos dos quais apenas restam terraplenagens, fragmentos ou nada restam incluem:
Castelo de Bedford †; Castelo Biggleswade Castelo Bletsoe; Castelo Cainhoe; Castelo Chalgrave; Castelo Eastcotts; Castelo Etonbury; Castelo Flitwick; Castelo Higham Gobion; Castelo Odell; Castelo Old Warden; Castelo Podington; Castelo Renhold; Castelo Risinghoe; Castelo Thurleigh; Castelo Tilsworth; Castelo Toddington; Castelo Totternhoe; e o Castelo Yielden.
† O Castelo de Bedford foi demolido após um cerco bem documentado de oito semanas por Henrique III, com cerca de 2.000 homens, em 1224.
| Nome             | Tipo               | Data      | Condição            | Imagem | Propriedade/ acesso | Notas                                                                   |
| ---------------- | ------------------ | --------- | ------------------- | ------ | ------------------- | ----------------------------------------------------------------------- |
| Castelo Someries | Mansão fortificada | Século XV | Restos fragmentados |        | HC !                | Portões e a capela de tijolos, inacabados e em ruínas ainda sobrevivem. |

## Berkshire
Castelos dos quais apenas restam terraplenagens, fragmentos ou nada restam incluem:
Castelo de Beaumys; Castelo de Newbury; Castelo de Hampstead Norris; Castelo de West Woodhay; Castelo de Yattendon
| Nome               | Tipo            | Data              | Condição  | Imagem | Propriedade/ acesso | Notas |
| ------------------ | --------------- | ----------------- | --------- | ------ | ------------------- | --- |
| Castelo Donnington | Castelo         | c. 1386           | Fragmento |        | EH !                | Construído por Richard Abberbury the Elder, destruído durante a Guerra Civil Inglesa. A portaria ainda existe. |
| Castelo de Windsor | Castelo de mota | Séculos XII - XIX | Intacto   |        | Palácio real        | Restaurada e estendida por James Wyatt e Jeffry Wyattville, 1800–30.                                           |

## Bristol
Castelos dos quais apenas restam vestígios incluem:
Castelo de Bristol

## Buckinghamshire
Castelos dos quais apenas restam terraplenagens, fragmentos ou nada restam incluem:
Castelo de Bolbec; Castelo de Bradwell; Castelo de Buckingham; Castelo de Castlethorpe; Castelo de Cublington; Castelo de Desborough; Castelo de Ellesborough (Cymbeline's Mount); Castelo de Lavendon; Castelo Little Kimble; Castelo Little Missenden; Castelo Weston Turville; e o Castelo Wolverton.
| Nome            | Tipo               | Data    | Condição  | Imagem | Propriedade/ acesso | Notas                                                                                                 |
| --------------- | ------------------ | ------- | --------- | ------ | ------------------- | --- |
| Torre Boarstall | Mansão fortificada | c. 1312 | Fragmento |        | ENT !               | Local com fosso, portões sobreviveram, alterada nos séculos 16 a 17, convertida em casa do século 20. |

## Cambridgeshire
Castelos dos quais apenas restam terraplenagens, fragmentos ou nada restam incluem:
Castelo de Aldreth; Castelo de Bourn; Castelo de Burwell; Castelo de Cambridge; Castelo Camps; Castelo de Cheveley; Castelo de Eaton Socon; Castelo de Ely; Castelo de Huntingdon; Castelo de Maxey; Castelo de Peterborough; Castelo de Rampton; Castelo de Wisbech; e o Castelo de Woodwalton.
| Nome                 | Tipo                      | Data                | Condição            | Imagem | Propriedade/ acesso                             | Notas |
| -------------------- | ------------------------- | ------------------- | ------------------- | ------ | ----------------------------------------------- | --- |
| Palácio Buckden      | Mansão fortificada        | Século XIII - XV    | Fragmento           |        | Centro de conferência dos Ordem dos Claretianos | Renomeado por Buckden Towers, parcialmente demolido. Seus restos foram incorporados em uma propriedade do século XIX.            |
| Elton Hall           | Mansão fortificada        | c. 1477             | Fragmento           |        | HH !                                            | Portaria original ainda sobrevive, incorporada em um edifício de 1662–1689, remodelado e estendido entre os séculos XVIII e XIX. |
| Castelo Kimbolton    | Casa em estilo de castelo | Século XVII - XVIII | Intacto             |        | Escola                                          | Terreno de um castelo medieval, reconstruído e posteriormente remodelado por Sir John Vanbrugh entre 1707–10.                    |
| Torre Kirtling       | Mansão fortificada        | c. 1530             | Fragmento           |        | NGS                                             | Portaria do século XVI em uma suposta propriedade de um castelo de mota saxônico.                                                |
| Torre Longthorpe     | Torre                     | 1263–1300           | Intacto             |        | EH !                                            | Esquema elaborado de pinturas murais medievais domésticas.                                                                       |
| Castelo Northborough | Mansão fortificada        | 1330–40             | Fragmento           |        | Propriedade privada                             | A portaria e o salão sobrevivem, com alterações do século XVI e XVII.                                                            |
| Castelo Woodcroft    | Castelo quadrangular      | c. 1280             | Fragmento habitável |        | Propriedade privada                             | O principal edifício original sobrevive, com alterações.                                                                         |

## Cheshire
Castelos dos quais apenas restam terraplenagens, fragmentos ou nada restam incluem:
Castelo Aldford; Castelo Dodleston; Castelo Frodsham; Castelo Kingsley; Castelo Macclesfield; Castelo Malpas; Castelo Nantwich; Torre Newhall; Castelo Northwich; Castelo Velho; Castelo Pulford; Castelo Shipbrook; Castelo Shocklach; Castelo Shotwick; e o Castelo Warrington.
| Name                    | Type                  | Date              | Condition                | Image | Ownership / Access      | Notes                                                                                                 |
| ----------------------- | --------------------- | ----------------- | ------------------------ | ----- | ----------------------- | --- |
| Castelo de Beeston      | Castelo de cerco      | Século XIII e XIV | Ruinas                   |       | EH !                    | Situado em um penhasco acima da planíce de Cheshire, portões externos do século XIX.                  |
| Castelo de Chester      | Castelo de mota       | Século XII        | Fragmento                |       | EH !                    | A torre agrícola é o único elemento do castelo medieval que sobreviveu a um incêndio do século XVIII. |
| Castelo de Cholmondeley | Castelo neo-romântico | 1801–19           | Intacto                  |       | Marquês de Cholmondeley | Transformado em castelo por Robert Smirke, 1817–19.                                                   |
| Castelo Doddington      | Torre                 | c. 1403           | Substancialmente intacto |       | Propriedade privada     | Também conhecido como Salão Delves. Edifício em risco.                                                |
| Castelo Halton          | Castelo               | Século XIII       | Restos fragmentados      |       | Ducado de Lencastre     | Posição de comando, torre do século XIII, tribunal do século XVIII, folly de c. 1800.                 |
| Castelo Peckforton      | Castelo neo-romântico | 1844–50           | Intacto                  |       | Hotel                   | Feito por Anthony Salvin, possivelmente a última casa fortificada construída na Grã-Bretanha.         |

## Durham
Os castelos dos quais apenas restam terraplenagens ou vestígios incluem:
Castelo Bishopton; Castelo Cotherstone; Torre Dalden; Torre Ludworth; e o Castelo Streatlam.
| Nome               | Tipo                  | Data             | Condição            | Imagem | Proprietário/ acesso                  | Notas |
| ------------------ | --------------------- | ---------------- | ------------------- | ------ | ------------------------------------- | --- |
| Castelo Auckland   | Castelo de mota       | Século XII - XVI | Reconstruído        |        | Igreja Anglicana                      | Grande parte do século 16, restam fragmentos do castelo medieval; Atualmente residência do Bispo de Durham. |
| Castelo Barnard    | Castelo de mota       | Século XI - XIV  | Em ruínas           |        | EH !                                  | [ 52 ] |
| Castelo Bowes      | Torre de menagem      | Século XII       | Restos fragmentados |        | EH !                                  | Ruínas de fortaleza ainda sobrevivem.                                                                       |
| Castelo Brancepeth | Castelo de mota       | Século XIV - XIX | Reconstruído        |        | Propriedade privada                   | Construções medievais substanciais, incluindo cinco torres incorporadas na reconstrução do século XIX.      |
| Castelo de Durham  | Castelo de mota       | Século XI - XIV  | Reconstruído        |        | Universidade de Durham                | Muito alterado durante a ocupação contínua desde c. 1072.                                                   |
| Castelo Lambton    | Castelo neo-romântico | c. 1820–8        | Intacto             |        | Salão de casamentos / Conde de Durham | Adições posteriores demolidas após subsidência.                                                             |
| Castelo Lumley     | Castelo quadrangular  | c. 1392          | Intacto             |        | Hotel / Conde de Scarbrough           | Alterado entre c. 1580 e 1721.                                                                              |
| Torre Mortham      | Mansão fortificada    | Século XIV - XVI | Intacto             |        | Propriedade privada                   | Torre do século 15, antigamente em Yorkshire.                                                               |
| Castelo Raby       | Castelo               | Século XII - XIV | Intacto             |        | Barão Barnard                         | Alterado nos séculos 18-19.                                                                                 |
| Raby Old Lodge     | Torre                 | Século XVI       | Restaurado          |        | Acomodação de férias                  | Provavelmente construído como pavilhão de caça para a família Neville do Castelo Raby.                      |
| Castelo Scargill   | Torre                 | Século XIII - XV | Fragmentado         |        | Propriedade privada, fazenda          | Entre edifícios agrícolas.                                                                                  |
| Castelo Walworth   | Castelo               | c. 1600          | Restaurado          |        | Hotel                                 | Torre sudoeste e parede adjacente possivelmente da era medieval.                                            |
| Castelo Witton     | Castelo               | c. 1410          | Restaurado          |        | Centro de lazer                       | Ampliado entre 1790-95. Utilizado como centro de lazer para parque de caravanas.                            |

## Cornualha
Os castelos dos quais pouco ou nada resta incluem:
Castelo Bossiney; Castelo de Bottreaux; Castelo de Cardinham; Castelo de Helston; Castelo de Liskeard; Castelo de Penstowe; e o Castelo de Upton.
| Nome                  | Tipo                  | Data              | Condição            | Imagem | Proprietário/ Acesso | Notas                                                                                               |
| --------------------- | --------------------- | ----------------- | ------------------- | ------ | -------------------- | --------------------------------------------------------------------------------------------------- |
| Castelo Caerhays      | Castelo neo-romântico | 1807–10           | Intacto             |        | HH !                 | Construído em 1808 por John Nash.                                                                   |
| Castelo Carn Brea     | Castelo               | Século XV - XIV   | Intacto             |        | Restaurante          | Possível pavilhão de caça medieval reconstruído nos séculos XVIII e XIX.s.                          |
| Castelo Ince          | Semi-fortified house  | c. 1640           | Intacto             |        | NGS                  | Pode ter sido construído contra os Cabeças Redondas em 1646.                                        |
| Castelo Launceston    | Castelo de mota       | Século XI - XII   | Ruinas              |        | EH !                 | [ 67 ]                                                                                              |
| Castelo Pendennis     | Forte de artilharia   | 1540–98           | Intacto             |        | EH !                 | Resistiu ao cerco de 5 meses em 1646.                                                               |
| Castelo Pengersick    | Mansão fortificada    | c. 1510           | Fragmento           |        | HH !                 | Resta a torre de 4 andares, com construção posterior.                                               |
| Place House, Fowey    | Torre                 | Século XV - XIV   | Reconstruído        |        | Propriedade privada  | Casa-torre original defendida contra os franceses em 1475, posteriormente reforçada e reconstruída. |
| Castelo Restormel     |                       | Século XII - XIII | Ruinas              |        | EH !                 | [ 71 ]                                                                                              |
| Catelo St Catherine's | Forte de artilharia   | 1538–40           | Ruinas              |        | EH !                 | Na foz do rio Fowey.                                                                                |
| Castelo St. Mawes     | Forte de artilharia   | 1540–3            | Intacto             |        | EH !                 | Posição não defensável contra ataque terrestre.                                                     |
| Monte St. Michael's   | Terreno fortificado   | Século XII - XVII | Intacto em partes   |        | ENT !                | Castelo e igreja do priorado são constituídos em edifício único.                                    |
| Castelo de Tintagel   | Fortificação          | 1227–33           | Restos fragmentados |        | EH !                 | [ 75 ]                                                                                              |
| Trematon Castle       | Castelo de mota       | Século XII - XIII | Ruinas              |        | Ducado da Cornualha  | [ 76 ]                                                                                              |

## Cúmbria
Os castelos dos quais apenas restam terraplenagens, vestígios ou nenhum vestígio incluem:
Monte do Fosso de Aldingham; Castelo Howe (Kendal); Castelo Howe (Tebay); Castelo Haresceugh; Castelo Hartley; Castelo Hayes; Castelo High Head; Castelo Kirkoswald; Castelo Lammerside; Liddel Strenght; Castelo Maryport; Torre Netherhall; Castelo Pennington; Castelo Sedbergh; e o Castelo Triermain.
| Nome                      | Tipo                  | Data             | Condição                | Imagem | Proprietário/ Acesso                   | Notas |
| ------------------------- | --------------------- | ---------------- | ----------------------- | ------ | -------------------------------------- | --- |
| Castelo Appleby           | Castelo de mota       | Séc. XII - XVII  | Restaurado              |        | Propriedade privada                    | Restaurado no século XVII por Lady Anne Clifford.                                                                                           |
| Castelo Armathwaite       | Casa com torre        | Séc. XV          | Intacto                 |        | Propriedade privada                    | Incorporado em edifícios posteriores. |
| Torre Arnside             | Casa com torre        | Séc. XV          | Ruínas                  |        | Propriedade privada                    | Casa-torre independente. |
| Castelo Askerton          | Castelo               | Séc. XIV - XVI   | Restaurado              |        | Propriedade privada, fazenda           | Alterado por Anthony Salvin. |
| Beetham Hall              | Mansão fortificada    | Séc. XIV         | Parcialmente em ruínas  |        | Propriedade privada                    | [ 81 ] |
| Castelo Bewcastle         | Castelo com pátio     | Séc. XIV- XV     | Restos fragmentados     |        | HC !                                   | Situado dentro de um forte romano. |
| Castelo Bewley            | Mansão fortificada    | Séc. XII - XIV   | Restos fragmentados     |        | Propriedade privada                    | Uma vez residência dos Bispos de Carlisle.                                                                                                  |
| Blencow Hall              | Casa fortificada      | Séc. XV - XVI    | Intacto                 |        | Acomodação de férias                   | Alterado em 1590. |
| Antiga Torre Brackenburgh | Torre peel            | 14–15th century  | Em grande parte intacto |        | Propriedade privada                    | Adjacente a uma grande casa do século XIX.                                                                                                  |
| Torre Brackenhill         | Casa com torre        | 1586             | Intacto                 |        | Acomodação de férias                   | Restaurado no século XXI. |
| Branthwaite Hall          | Torre peel            | Séc. XIV - XV    | Intacto                 |        | Propriedade privada                    | Adições do século XVII. |
| Castelo Brough            | Castelo de mota       | Séc. XI - XIV    | Ruínas                  |        | EH !                                   | Restaurado em 1659-62 por Lady Anne Clifford.                                                                                               |
| Castelo Brougham          | Castelo de mota       | Séc. XIII - XIV  | Ruínas                  |        | EH !                                   | Convertida em casa de campo no século XVII por Lady Anne Clifford.                                                                          |
| Brougham Hall             | Mansão fortificada    | Séc. XIII - XIX  | Ruínas                  |        | Centro de artesanato                   | Ruínas de casa do século XIX que incorporam vestígios de edifícios anteriores.                                                              |
| Torre Broughton           | Torre peel            | Séc. XIV         | Intacto                 |        | Escola                                 | Incorporado em edifício posterior. |
| Burneside Hall            | Casa com torre        | Séc. XIV         | Ruínas                  |        | Propriedade privada                    | [ 92 ] |
| Castelo de Carlisle       | Castelo de mota       | Séc. XII - XV    | Em grande parte intacto |        | EH !                                   | Convertido em quartel no século XIX. |
| Catterlen Hall            | Casa com torre        | éc. XV           | Intacto                 |        | Propriedade privada                    | Adições posteriores. |
| Clifton Hall              | Torre peel            | Séc. XVI         | Em grande parte intacto |        | EH !                                   | Utilizado como edifício agrícola até 1973.                                                                                                  |
| Castelo Cockermouth       | Castelo de cerco      | Séc. XIII - XIV  | Parcialmente restaurado |        | Propriedade privada                    | Adições do século 19. |
| Castelo Corby             | Casa com torre        | Séc. XIII        | Reconstruído            |        | Propriedade privada                    | Escondido dentro de uma mansão georgiana.                                                                                                   |
| Castelo Dacre             | Casa com torre        | Séc. XIV         | Restaurado              |        | Propriedade privada                    | Restaurado nos séculos XVII e XIX. |
| Dalston Hall              | Casa fortificada      | Séc. XV          | Intacto                 |        | Hotel                                  | Adições posteriores. |
| Castelo Dalton            | Torre peel            | Séc. XIV         | Restaurado              |        | ENT !                                  | Remodelado em c. 1704 e 1856. |
| Castelo Drawdykes         | Casa com torre        | Séc. XIV         | Intacto                 |        | Propriedade privada, fazenda           | Torre original com fachada do início do Renascimento Clássico.                                                                              |
| Castelo Drumburgh         | Casa com torre        | Séc. XIV         | Habitável               |        | Propriedade privada                    | Convertida em uma casa de fazenda. |
| Castelo Egremont          | Castelo               | Séc. XII - XIII  | Ruínas                  |        | HC !                                   | [ 103 ] |
| Castelo Gleaston          | Castelo de cerco      | Séc. XIV         | Restos fragmentados     |        | Propriedade privada                    | Abandonado no final do século XV. |
| Castelo Greystoke         | Castelo               | Séc. XIV - XIX   | Reconstruído            |        | Salão de casamentos                    | Reconstruído incorporando partes de um edifício do século XIV, remodelado em 1840 por Anthony Salvin                                        |
| Torre Harbybrow           | Torre peel            | Séc. XV          | Ruína                   |        | Propriedade privada                    | Fazenda adjacente do século XIX. |
| Castelo Hayton            | Casa com torre        | Séc. XIV - XV    | Em grande parte intacto |        | Propriedade privada                    | Castelo transformado em casa |
| Torre Hazelslack          | Torre peel            | Séc. XIV         | Ruínas                  |        | Propriedade privada                    | Perto d Arnside. |
| Castelo Howgill           | Casa com torre        | Séc. XIV         | Em grande parte intacto |        | Propriedade privada                    | Alterado e remodelado no século 17-18. |
| Hutton-in-the-Forest      | Torre peel            | Séc. XIV - XIX   | Intacto                 |        | HH !                                   | Grandes extensões de uma casa de campo. |
| Hutton John               | Torre peel            | Séc. XIV         | Intacto                 |        | HH !                                   | Alterações e adições acréscimos posteriores.                                                                                                |
| Ingmire Hall              | Torre peel            | Séc. XVI - XX    | Reconstruído            |        | Acomodações privadas                   | Incorporado em uma grande mansão, em sua maioria do século XIX.                                                                             |
| Isel Hall                 | Casa com torre        | Séc. XIV - XV    | Intacto                 |        | HH !                                   | Adições posteriores. |
| Castelo Kendal            | Estrutura com fosso   | Séc. XII - XIV   | Restos fragmentados     |        | HAL !                                  | [ 114 ] |
| Kentmere Hall             | Torre peel            | Séc. XIV         | Intacto                 |        | Propriedade privada                    | [ 115 ] |
| Torre Kirkandrews         | Torre peel            | Séc. XVI         | Intacto                 |        | Propriedade privada                    | [ 116 ] |
| Castelo Linstock          | Casa com torre        | Séc. XII - XIII  | Em grande parte intacto |        | Propriedade privada                    | Alterado e remodelada nos séculos XVII -XX.                                                                                                 |
| Castelo Lowther           | Castelo neo-romântico | 1806–14          | Ruínas                  |        | HH !                                   | Fortificação de um castelo do século XIV de Smirke, no local do salão medieval.                                                             |
| Middleton Hall            | Mansão fortificada    | Séc. XIV         | Habitável               |        | Propriedade privada                    | Alterado e ampliado nos séculos 15-19. |
| Castelo Millom            | Castelo               | éc. XIV          | Ruínas                  |        | HC !                                   | Casa de fazenda dos séculos 16 a 17 construída em ruínas.                                                                                   |
| Castelo Muncaster         | Casa com torre        | Séc. XIII - XIV  | Restaurado              |        | HH !                                   | Remodelado por Anthony Salvin, casa de Tom Fool, bobo da corte do século XVI.                                                               |
| Castelo de Naworth        | Castelo de mota       | Séc. XIII - XVI  | Restaurado              |        | Salão de casamentos/ Conde de Carlisle | Alterado e restaurado nos séculos XVIII e XIX.                                                                                              |
| Newbiggin Hall            | Casa fortificada      | Séc. XV - XVI    | Intacto                 |        | Propriedade privada                    | Remodelado por Anthony Salvin. |
| Castelo Pendragon         | Casa com torre        | Séc. XII - XIV   | Restos fragmentados     |        | HC !                                   | [ 124 ] |
| Castelo Penrith           | Castelo               | Séc. XIV - XV    | Restos fragmentados     |        | EH !                                   | [ 125 ] |
| Castelo Piel              | Castelo               | Séc. XIV - XV    | Ruínas                  |        | EH !                                   | Também conhecido como Castelo Fouldrey. |
| Torre de Prior, Carlisle  | Torre peel            | Séc. XV          | Intacto                 |        | Igreja Anglicana                       | Parte do Forania, ao lado de edifícios posteriores.                                                                                         |
| Castelo Rose              | Castelo quadrangular  | Séc. XV - XVI    | Restaurado              |        | Igreja Anglicana                       | Convertida em casa particular no século XVII, residência do Bispo de Carlisle até 2011.                                                     |
| Castelo Scaleby           | Casa com torre        | Séc. XIII - XV   | Parcialmente em ruínas  |        | Propriedade privada                    | Incorporado com casa posterior. |
| Castelo Sizergh           | Casa com torre        | Séc. XIV - XVI   | Restaurado              |        | ENT !                                  | Alterado nos séculos 18-20. |
| Castelo Toppin            | Castelo decorativo    | Séc. XIX         | Intacto                 |        | Propriedade privada                    | Imitação de uma casa com torre medieval. |
| Ubarrow Hall              | Torre peel            | Medieval         | Em grande parte intacto |        | Propriedade privada                    | Ao lado de edifício posterior, de altura reduzida.                                                                                          |
| Wharton Hall              | Mansão fortificada    | Séc. XIV - XVII  | Parcialmente restaurado |        | Propriedade privada                    | [ 133 ] |
| Whitehall, Mealsgate      | Casa com torre        | Séc. XIV - XV    | Em grande parte intacto |        | Acomodação de férias                   | Alteraçõe feitas por Anthony Salvin. |
| Workington Hall           | Casa com torre        | Séc. XIV - XVIII | Em ruínas               |        | Autoridade local                       | Habitada até 1929, requisitada pelo exército na Segunda Guerra Mundial e desde então, deixada em ruínas. Também conhecido como Curwen Hall. |
| Castelo Wray              | Castelo neo-romântico | 1840–7           | Intacto                 |        | ENT !                                  | [ 136 ] |
| Torre Wraysholme          | Casa com torre        | Séc. XV          | Em grande parte intacto |        | Propriedade privada, fazenda           | Utilizado como celeiro e vacaria, parte de uma casa do século XIX.                                                                          |
| Yanwath Hall              | Torre peel            | Séc.             | Intacto                 |        | Propriedade privada                    | Adjacente ao edifício posterior. |

## Derbyshire
Os castelos dos quais apenas restam terraplenagens, vestígios ou nenhum vestígio incluem:
Castelo Bakewell; Castelo Derby; Castelo Duffield; Castelo de Glossop (Mouselow); Castelo Gresley; Castelo Hathersage; Castelo Holmesfield; Castelo Hope; Castelo Horsley; Castelo Melbourne; Morley Motte; e o Castelo Pilsbury.
| Nome               | Tipo               | Data            | Condição            | Imagem | Proprietário/ Acesso              | Notas |
| ------------------ | ------------------ | --------------- | ------------------- | ------ | --------------------------------- | --- |
| Castelo Bolsover   | Castelo            | Séc. XII - XVII | Reconstruído        |        | EH !                              | Castelo reconstruído como mansão no século XVII.                                                                  |
| Castelo Codnor     | Castelo            | Séc. XIII - XIV | Restos fragmentados |        | HC !                              | [ 140 ] |
| Castelo Elvaston   | Casa fortificada   | Séc. XVII - XIX | Abandonado          |        | Conselho do Condado de Derbyshire | Construído em 1633, remodelado por James Wyatt no século XIX, agora dentro de um parque rural. Edifício em risco. |
| Haddon Hall        | Mansão fortificada | Séc. XIV - XV   | Intacto             |        | HH !                              | Alterado nos séculos XVI ao XVII, restaurado na década de 1920.                                                   |
| Castelo Mackworth  | Mansão fortificada | Séc. XV         | Fragmentado         |        | Propriedade privada               | Portaria em ruínas adjacente à fazenda.                                                                           |
| Castelo de Peveril | Castelode mota     | Séc. XI - XIV   | Em ruínas           |        | EH !                              | Posição de comando acima da ravina.                                                                               |
| Castelo Riber      | Castelo decorativo | 1868            | Em ruínas           |        | Propriedade privada               | Escola entre 1892–1930.                                                                                           |
| Wingfield Manor    | Mansão fortificada | Séc. XV         | Em ruínas           |        | EH !                              | Abandonado no séc. XVIII.                                                                                         |

## Devon
Os castelos dos quais apenas restam terraplenagens ou vestígios incluem:
Castelo de Bampton; Castelo de Barnstaple; Castelo de Danes; Castelo de Durpley; Blackdown Rings (Loddiswell); Castelo de Eggesford; Castelo de Heywood; Castelo de Holwell; Castelo de Millsome; Castelo de Plymouth; Castelo de Torrington e o Castelo de Winkleigh.
| Nome                  | Tipo                  | Data            | Condição               | Imagem | Proprietário / Acesso | Notas                                                                                   |
| --------------------- | --------------------- | --------------- | ---------------------- | ------ | --------------------- | --------------------------------------------------------------------------------------- |
| Castelo Affeton       | Mansão fortificada    | Séc. XV         | Fragmentos             |        | Propriedade privado   | Portaria da casa saqueada durante a Guerra Civil Inglesa, com alterações do século XIX. |
| Castelo Berry Pomeroy | Castelo de cerco      | Séc. XV         | Em ruínas              |        | EH !                  | Castelo muito tardio, destinado à defesa contra a artilharia.                           |
| Castelo Bickleigh     | Mansão fortificada    | Séc. XV         | Restaurado             |        | Wedding venue         | Incorporado em edifícios posteriores.                                                   |
| Castelo Compton       | Mansão fortificada    | Séc. XIV - XVI  | Restaurado             |        | ENT !                 | Utilizada como fazenda após 1750, restaurada no século XX.                              |
| Castelo Dartmouth     | Castelo               | 1481            | Restaurado             |        | EH !                  | Convertido em castelo de artilharia 1509-47.                                            |
| Castelo Drogo         | Castelo neo-romântico | 1911–1930       | Intacto                |        | ENT !                 | Por Edwin Lutyens.                                                                      |
| Castelo Gidleigh      | Torre de menagem      | c. 1300         | Em ruínas              |        | HC !                  | [ 154 ]                                                                                 |
| Castelo Hemyock       | Castelo de cerco      | c. 1380         | Restos fragmentados    |        | Propriedade privado   | [ 155 ]                                                                                 |
| Castelo Kingswear     | Forte de artilharia   | 1491–1502       | Intacto                |        | Landmark Trust        | [ 156 ]                                                                                 |
| Castelo Lydford       | Castelo de mota       | Séc. XII - XIII | Em ruínas              |        | EH !                  | [ 157 ]                                                                                 |
| Castelo Marisco       | Castelo de mota       | c. 1243         | Restaurado             |        | ENT !                 | Restaurado em 1643.                                                                     |
| Castelo Okehampton    | Castelo de mota       | Séc. XI - XIV   | Restos fragmentados    |        | EH !                  | [ 159 ]                                                                                 |
| Castelo Plympton      | Castelo de mota       | Séc. XII        | Restos fragmentados    |        | HC !                  | [ 160 ]                                                                                 |
| Castelo Powderham     | Mansão fortificada    | Séc. XIV - XVI  | Restaurado             |        | Conde de Devon        | Remodelado nos séculos XVIII e XIX.                                                     |
| Castelo de Rougemont  | Castelo               | Séc. XI - XII   | Fragmentos             |        | Salão de casamentos   | Fragmentos medievais sobrevivem com edifícios posteriores.                              |
| Castelo Salcombe      | Forte de artilharia   | Anos 1540       | Em ruínas              |        | HAL !                 | Fortificado entre 1643–45.                                                              |
| Castelo Tiverton      | Castelo quadrangular  | Séc. XIV        | Parcialmente habitável |        | HH !                  | Casa do século XVI construída dentro do castelo.                                        |
| Castelo Totnes        | Torre de menagem      | Séc. XI - XIV   | Em ruínas              |        | EH !                  | Torre de menagem preservada, mantida no alto de um monte.                               |
| Castelo Watermouth    | Castelo neo-romântico | 1825–45         | Intacto                |        | Parque temático       | [ 166 ]                                                                                 |

## Dorset
Os castelos dos quais apenas restam terraplenagens, vestígios ou mais nada incluem:
Castelo de Dorchester; Castelo de East Chelborough; Castelo de Marshwood; Castelo Powerstock; Castelo Sturminster Newton; e o Castelo de Wareham.
| Nome                    | Tipo                  | Data           | Condição            | Imagem | Proprietário / acesso | Notas                                                                      |
| ----------------------- | --------------------- | -------------- | ------------------- | ------ | --------------------- | -------------------------------------------------------------------------- |
| Castelo de Brownsea     | Castelo residencial   | Séc. XVI - XIX | Intact              |        | ENT !                 | Incorporates part of a 16th-century Henrician Castle.                      |
| Castelo Christchurch    | Castelo de mota       | Séc. XII - XIV | Fragmentary remains |        | EH !                  | Hall house known as Constable's House survives, with rare Norman chimney.  |
| Castelo de Corfe        | Castelo de mota       | Séc. XI - XIII | Extensive ruins     |        | ENT !                 | Besieged and slighted during the English Civil War.                        |
| Castelo de Lulworth     | Castelo fortificado   | c. 1610        | Restored            |        | EH !                  | Hunting lodge, gutted by fire 1929.                                        |
| Castelo Pennsylvania    | Castelo neo-romântico | 1800           | Intact              |        | Private               | On the Isle of Portland, built for John Penn to designs by James Wyatt.    |
| Castelo de Portland     | Forte de artilharia   | 1539           | Intact              |        | EH !                  | Private residence 1816–70.                                                 |
| Castelo de Rufus        | Castelo               | 15th century   | Ruins               |        | Private               | Also known as Bow and Arrow Castle.                                        |
| Castelo de Sandsfoot    | Forte de artilharia   | 16th century   | Ruins               |        | Accessible open space | [ 174 ]                                                                    |
| Velho Castelo Sherborne | Castelo de mota       | 12th century   | Ruins               |        | EH !                  | Replaced by 16–17th century house, which became known as Sherborne Castle. |
| Castelo Woodsford       | Mansão fortificada    | 14th century   | Habitable           |        | Landmark Trust        | [ 176 ]                                                                    |